# Sakra

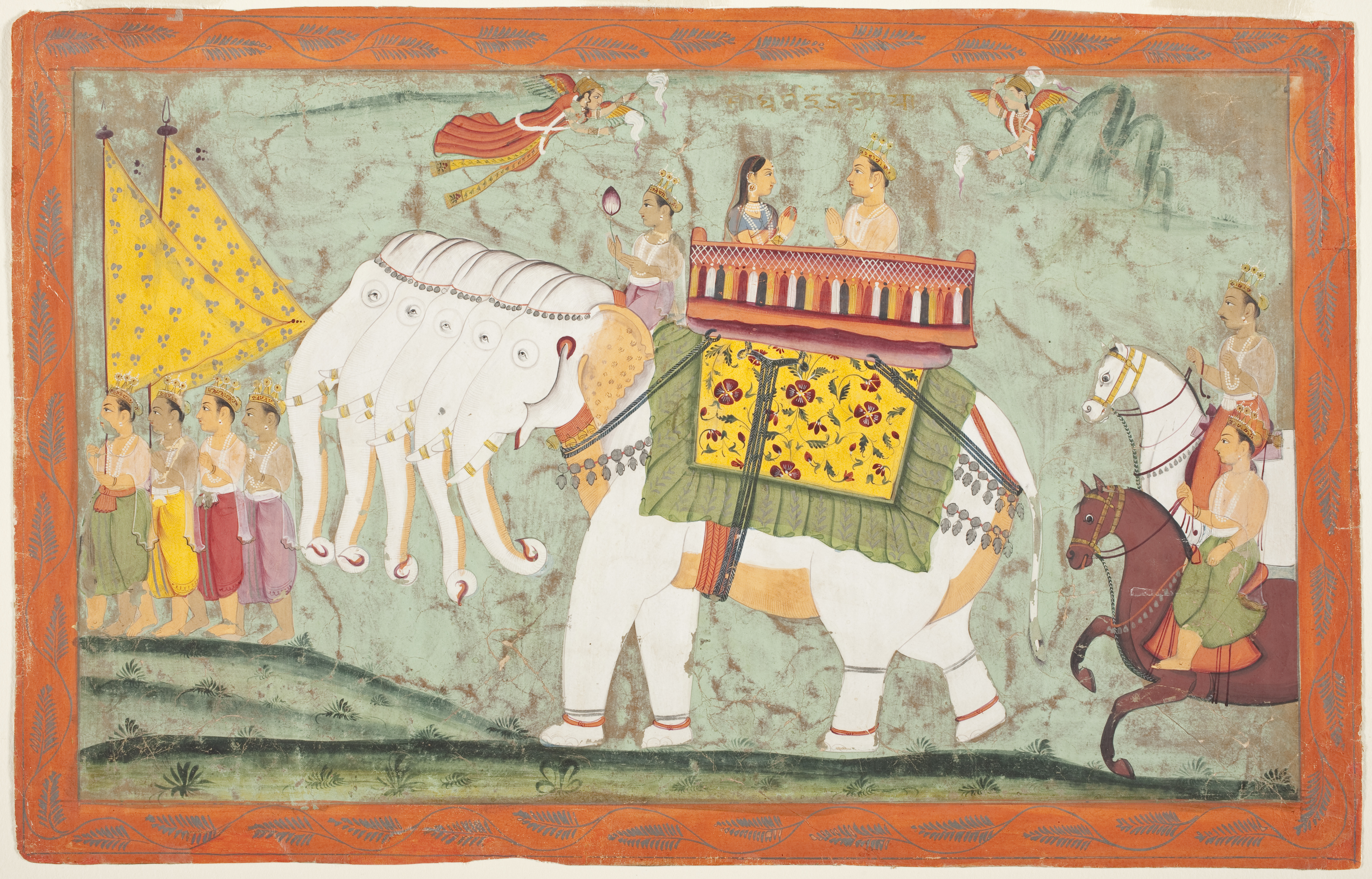
Śakra.

Sakra ou Śakra (Sânscrito), ou ainda Sakka (Pali) é uma deidade do Hinduísmo, Budismo e Jainismo, citada no Rig Veda.

Nas escrituras do Jainismo, Sakra é o nome de uma deva.

## Sakka budista
No Culatanhasankhaya Sutta do cânone Pali - O Pequeno Discurso sobre a Destruição do Desejo - o Deva Sakka pergunta ao Abençoado Buda sobre como um bhikkhu é libertado através da destruição do desejo, após ouvir a resposta e sumir, o venerável Maha Moggallana discípulo humano de Buda, assim como o Deva Sakka, não sabe se o Deva Sakka penetrou ou não no significado das palavras do Abençoado e decide ir ao paraíso dos Devas dos Trinta e Três perguntar ao Deva Sakka o que ele tinha aprendido. O Deva Sakka exibe o Palácio Vejayanta a Maha Moggallana, mas este conclui que o Deva Sakka está vivendo de forma muito negligente e resolve balançar e tremer o palácio divino em que estavam. O Deva Sakka finalmente explica-lhe sobre o ensinamento do Abençoado. Maha Moggallana volta ao Abençoado e pede o mesmo ensinamento novamente, ouve-o e fica satisfeito e feliz.
Neste Sutta, Maha Moggallana chama o Deva Sukka de Kosiya, que significa "a coruja".